# Adrian (Uljanow)
Adrian, imię świeckie Aleksander Michajłowicz Uljanow (ur. 30 stycznia 1951 w Moskwie) – rosyjski biskup prawosławny.

## Życiorys
W 1968 ukończył szkołę średnią, następnie do 1971 odbywał zasadniczą służbę wojskową. W latach 1972–1974 był psalmistą w cerkwi na moskiewskiej Tagance. Następnie od 1975 do 1979 pracował jako korektor w redakcji pisma Żurnał Moskowskoj Patriarchii i w trybie eksternistycznym uczył się w moskiewskim seminarium duchownym. W 1980 wstąpił jako posłusznik do monasteru Świętego Ducha w Wilnie i tam w roku następnym złożył wieczyste śluby mnisze przed biskupem wileńskim i litewskim Wiktorynem. W tym samym roku został wyświęcony na hierodiakona, zaś w 1983 – na hieromnicha. Rok później został proboszczem parafii Zwiastowania w Kownie i dziekanem dekanatu kowieńskiego. W 1986 otrzymał godność igumena, zaś w 1988 został mianowany namiestnikiem monasteru Świętego Ducha w Wilnie. Rok później w trybie zaocznym ukończył studia teologiczne w Moskiewskiej Akademii Duchownej.
W 1990, za zgodą arcybiskupa wileńskiego i litewskiego Chryzostoma, wyjechał z Wilna do Moskwy i przez trzy lata kierował pracami przy odbudowie cerkwi Świętych Borysa i Gleba w Moskwie-Dieguninie. Następnie w 1993 wszedł w skład duchowieństwa eparchii twerskiej. W 1994 otrzymał godność archimandryty. W eparchii twerskiej pełnił funkcje proboszcza soboru katedralnego w Twerze, kierownika oddziału pracy społecznej oraz dziekana monasterów. Wykładał również na katedrze teologii uniwersytetu w Twerze. 
27 lipca 2011 Święty Synod Rosyjskiego Kościoła Prawosławnego nominował go na biskupa bieżeckiego, wikariusza eparchii twerskiej i kaszyńskiej. Jego chirotonia biskupia odbyła się 21 września 2011 w soborze Kazańskiej Ikony Matki Bożej w Petersburgu z udziałem patriarchy moskiewskiego i całej Rusi Cyryla, metropolitów petersburskiego i ładoskiego Włodzimierza, sarańskiego i mordowskiego Warsonofiusza, arcybiskupów brukselskiego i całej Belgii Szymona, symbirskiego i mielekeskiego Prokla, twerskiego i kaszyńskiego Wiktora, pietrozawodzkiego i karelskiego Manuela, biskupów gatczyńskiego Ambrożego, peterhofskiego Marcelego, sołniecznogorskiego Sergiusza, wyborskiego Nazariusza oraz jedinieckiego i briczańskiego Nikodema.
W grudniu 2011 Święty Synod Rosyjskiego Kościoła Prawosławnego wyznaczył go na pierwszego ordynariusza nowo powołanej eparchii rżewskiej. Pozostał na katedrze do 2025 r., gdy został z niej usunięty z powodu niewielkiego zaangażowania w organizację życia eparchialnego, w szczególności nieumiejętność uporządkowania sytuacji w jedynym funkcjonującym w niej monasterze. W stanie spoczynku został zobowiązany do zamieszkiwania w monasterze św. Mikołaja w Malicach.